# 东通化站
东通化站，位于中华人民共和国吉林省通化市二道江区东通化街道，是梅集铁路上的火车站，由沈阳铁路局管辖。现为通化钢铁公司和二道江发电厂的全部原材料、生产成品的吞吐车站。
车站建于1937年3月，1939年9月30日运营。建站之初设有4条到发线、1条货物线，为四等中间站。1958年为适应通化钢厂需要，线路扩建至10条，同时调为三等站。1961年升为二等站，1962年调回三等站，1972年又改为二等站:464。
车站有正线1条、到发线4条、调车作业线4条，货物线2条、通钢交接线2条，另有牵出线2条、通钢专用线和粮库专用线引出。